# おのみちバス
おのみちバス株式会社は、広島県尾道市東尾道18-1に本社を置く日本のバス事業者である。尾道市営バスの乗合事業を継承し、貸切事業も行う。また、市営索道事業の指定管理者となっている。

## 歴史

### バス事業の市営化
1920年代頃の尾道市は中小零細のバス事業者が乱立し、乗客の獲得合戦、運行の不正確さ等混乱を来していた。
そのため、主に市内中心部を東西に運行していた路線等について、市が集約し買い上げる形で1932年に誕生したのが尾道市営バスである。

### 向島町営バスの吸収
その後旧市街地を中心に路線を伸ばし、尾道大橋開通および向島町営バスの合併により対岸の向島へ、1983年の因島大橋開通時より因島市へも路線を伸ばした。他社と同様モータリゼーション等の進行に伴い、昭和末期から路線の廃止、減回が相次いだが、近年は新規路線の開拓、観光路線の充実等が見られる。利用者数面では、1964年には1,317万人の利用があったが、2004年になって300万人前後にまで落ち込んでいる。
また2006年度より5年計画でCNGバスを10台導入する計画が発表され、交通局内にCNG充填所を建設。2007年2月9日にお披露目式が行われ、翌10日よりまず2台で市内本線および市民病院路線で運行されている。
近年、CNGバス及び商用トラックは排出ガスの点から注目されており、購入には補助金等の優遇措置がとられ、その普及が図られている。

### 第三セクター化
2008年4月、市交通局の事業がおのみちバス株式会社に移管された。おのみちバスは出資金3億円で市が2億7500万円（91.7%）、民間が2500万円（8.3%）を負担し、うち1億5000万円を資本金に充てている。

### 年表
- 1932年11月28日 - 市営バス事業開始。
- 1942年9月22日 - 三原市域路線（福地-糸崎神社-西宮）を三原市に売却、三原市営バスが誕生。
  - 現在の福地バス停付近で両市営バスの乗り継ぎ扱いとなる、現在の登山口バス停とは場所が異なる。
- 1947年12月 - 三原駅-尾道駅線開始、三原市営バスと共同運行。
  - 当初三原側起点は三原駅ではなく、西宮バス停であった
- 1949年7月 - 亀川循環線開始（栗原通りの路線免許を尾道鉄道から買収）。
  - 後年、尾道鉄道バスが栗原本通りに再乗り入れし険悪に、問題は中国バスに引き継がれる。
- 1950年2月 - 久保町車庫から吉和車庫に移転。
- 1951年3月 - 貸切免許取得。
- 1951年3月 - 三都連絡バス（福山-尾道-三原間急行バス）開始、トモテツバス・三原市営バスと共同運行。
- 1954年4月 - 向島町営バス運行開始。
- 1955年 - 3月に千光寺公園線（過去にも臨時便等はあった）、4月に久山田線の運行を開始。
- 1956年3月 - 中野線（後に如水館線）開始。
  - 三原市営バス深線が中野を越え木頃本郷まで乗り入れた、更に長江経由で尾道駅を目指し険悪に。
- 1960年10月 - 北久保線開始。（後にプレス・三美園に延長）
- 1964年10月 - 尾高線開始。（現在の松岡団地口）
- 1965年11月 - 整理券方式の料金収受になる、普通乗車券の廃止。
- 1966年4月 - 畑・原田線開始。(畑線が1973年、原田線は1969年に廃止）
- 1968年3月3日 - 尾道大橋開通、翌日から尾道大橋線開始。
- 1968年4月 - 桜土手の運行開始。（当時は妙見以南のみ、全線開通は1969年11月）
- 1969年2月 - 市内本線でワンマン運転開始、翌年からは三原線でも実施。
- 1970年6月 - 向島町営バスを買収併合。
- 1971年 - 1月に三都連絡バス、11月に向島高見山線（季節運行）を廃止。
- 1971年4月 - バイパス循環線開始。
- 1972年5月 - 尾商裏を通り、一本松（当時）に走るようになる。
- 1973年1月 - 三美園線開始。
- 1975年 - 1月に尾高線、3月に車庫-江の浦線を廃止。
- 1975年3月 - 吉和車庫から東尾道車庫(現:高須車庫)に移転。
  - 東尾道系統と新高山線（後の市民病院線）開始。
- 1976年1月 - 向島全線がワンマン化。
  - 狭隘路線にワンマン化が始まり、バックモニター付中型車両が導入されるようになる。
- 1979年11月 - オールワンマンバス化（100%ワンマン化完了は1981年4月）。
- 1981年 - ツーマン用中扉車3台をワンマン化改造。
- 1983年12月 - 因島へ路線延伸。　
  - 本四道路経由・小浦経由の2系統であった、共同運行の本四バス（当時）は全便本四道路経由。
- 1994年4月 - 如水館線の運行を開始。スクール便は貸切トップドア車が用いられた。
  - 如水館系統は、松永便、久井・甲山便の運行も目指したが、結局トモテツバス・中国バスが運行することとなった。
  - 1996年4月 ｰ 中国バスが桜土手経由如水館便の運行開始　貸切車の運行を終了。
- 1996年7月 - 山陽本線東尾道駅が開業。乗り入れを開始、高須黒崎線は廃止。
- 1997年11月1日 - 好きっぷラインの運行を開始。
- 1999年5月 - 新尾道大橋開通時に本四道路向東出入口閉鎖、因島線の本四道路経由便廃止。
- 1999年5月 - しまなみ定期観光バス（路線免許）大三島大山祇神社まで、季節便土休日運行。
- 1999年 - ノンステップバスを導入。
- 2005年7月 - 大和ロケセット、造船所構内無料シャトルバスを運行。　最大4時間待ちの盛況（〜翌年5月まで）
- 2007年2月10日 - ノンステップCNGバスを導入。
- 2007年9月14日 - AEDを搭載した新型観光バスを2台導入。
- 2007年10月24日 - 尾道市議会にて三セク移管を前提とする交通局廃止関連4議案が提出され全会派の賛成により同日可決。
- 2008年1月 - 尾道市広報や交通局のウェブサイトにて三セク会社の名前がおのみちバス株式会社（仮称は尾道交通振興株式会社だった）と発表され、同時に新しいロゴ、社章、イメージキャラクターの公募を開始。（1月31日まで）
- 2008年2月14日 - おのみちバス創立総会が尾道市役所内で開かれ定款などが承認される。
- 2008年3月1日 - おのみちバス株式会社設立。
- 2008年3月31日 - 交通局営業終了。
- 2008年4月1日 - おのみちバス株式会社へ事業移管・引継。
- 2008年9月21日 - バスまつりを同社車庫にて開催（雨天のため途中中止）、マスコットキャラクターの名前やCNGバスの環境ロゴが発表される。
- 2009年4月1日 - 特定信書便事業に参入。バス事業者が信書便事業に参入するのは全国初[2]。
- 2010年1月 - 貸切・国内旅行などの旅行業部門を「おのみちツーリスト」へ組織変更。
- 2011年4月1日 - 索道（千光寺山ロープウェイ）事業を尾道市より受託。
- 2013年9月1日 - クロスウェイエクスプレス（尾道・福山〜松江）運行開始。
- 2014年4月26日 - しまなみサイクルエクスプレス（尾道〜今治）運行開始。
- 2016年4月1日 - エアポートバス（尾道〜広島空港）運行開始。路線バスの全面ダイヤ改正[3]。
- 2016年5月10日 - 岩子島郷条地区に「岩子島西」停留所を新設。岩子島島内で2つ目の停留所となる。
- 2022年4月1日 - JR西日本のICカード乗車券「ICOCA」を導入[4][5]。

## 営業所
- 広島県尾道市東尾道18番地1
  - 福山ナンバー

## 路線
2009年8月1日より大幅なダイヤ改正を行い、路線名の変更などが行われる。
また2011年5月6日に農協病院（JA尾道総合病院）の平原台への移転にともなうダイヤ改正が行われ再び大幅な改訂が行われた。
（経路名／経路名）はいずれか一つを経由する。
2017年4月1日より路線番号を導入している。

### 一般
市内本線
市内沿岸部を貫く国道2号線（在来線）を中心に沿い「東行」「西行」と称し、尾道駅を経由または発着し連続運行をしている。東行きは市境付近の高須地区を経由する。
西行
- 15・14・13/21 尾道駅-尾道国際ホテル前-尾商入口-合同庁舎入口-鳴滝登山口 
  - 鳴滝登山口で三原方面のバス（トモテツバス）に接続。
  - かつて三原市交通局と共同で尾道駅 - 三原駅間を運行していた名残で、鳴滝登山口で乗り継ぐ場合は乗り継ぎ券を発行し、尾道駅 - 三原駅間は通算運賃が適用されていたが、2024年3月31日をもってこの制度は廃止された。
  - 登山口止まりになってしまったため尾道市域にありながら三原側のバスしか停まらない「選果場前」「福地浜」2バス停が存在する。

- 10・2/22 尾道駅-尾道国際ホテル前-尾商入口-尾商正門前-合同庁舎前-尾道商業高校（復路は尾商正門前・合同庁舎前を通らない）
- 12・2/20 尾道駅-尾道国際ホテル前-尾商入口-吉和小前-木曽病院前-平原市営住宅前-JA尾道総合病院前（循環）

東行
- 40・21・1/13・14・15 尾道駅-渡場通り-長江口（千光寺山ロープウェイ乗り場）-防地口-浄土寺下-尾道造船前-山波-（山波以東は以下の経路）
  - 15 -ベイタウン-JA産直前-高須車庫
  - 15 -ベイタウン-JA産直前-防災センター-東尾道駅
  - 14 -ベイタウン-組合会館前-フジグラン前-高須車庫-東尾道駅
    - ベイタウン尾道（尾道総合卸売センター）内を経由する。

  - 13 -大田橋-高須新涯-高須車庫
  - 13 -大田橋-山本病院前-池の浦-東尾道駅

- 1-1/19 尾道駅-渡場通り（海岸）-市役所前-浄土寺下（海岸）-尾道造船前-山波-ベイタウン-JA産直前-高須車庫（平日のみの運行）

長江線（新尾道駅・栗原循環、三美園、如水館、千光寺公園）
2009年7月31日まではそれぞれの路線名がついていたが三美園地区の尾道中学校・高等学校が向島地区へ移転したことをきっかけに路線名称を統合した物で、それぞれの地区への経路はそのままである。どの路線も長江通り（広島県道363号栗原長江線）を経由するが、道路は全般にわたり狭隘で中型車の運用が目立つ。
このうち栗原循環線は元々は亀川までの旧市街地を循環する市内線であったが新尾道駅の開業と共に路線が延長された。路線延長の際は中国バスとの路線権利の関係で一部の便のみしか新駅まで延長されなかったが、現在では全便乗り入れている。
- 三美園線[11]
  - 5/51 尾道駅- (長江経由) -新尾道駅-北久保-プレス工業前-三美園
  - 5-1/50 尾道駅-（市役所前経由）-北久保-プレス工業前-三美園
- 新尾道・栗原循環線[12]
  - 52→3 尾道駅-栗原本通り-亀川-新尾道駅-亀川-長江口-尾道駅（尾道駅を起終点とする循環・両方向運行）
- 新尾道・合同庁舎線
  - 22 新尾道駅-亀川-栗原本通り-尾道国際ホテル前-尾商入口-尾商正門前-合同庁舎前-尾道商業高校
    - 平日朝に0.5往復だけ（尾道商業高校行きのみ）の路線である。
- 中野・如水館線
  - 5/53 尾道駅-長江口-亀川-新尾道駅-松岡団地口-三成-木梨口-遊亀橋-木頃本郷-中野-如水館前
- 千光寺公園線
  - 5/59 尾道駅-長江口-千光寺公園（-栗原本通り-尾道駅）
    - 観光名所への路線であるが本数は少ない。通常は終点から長江口へ折り返すが、観光シーズンには増発の上、交通規制の関係で栗原本通りから尾道駅へ向かう。
- びんご運動公園線 
  - 5/54 尾道駅-長江口-亀川-新尾道駅-びんご運動公園
    - 日曜・祝日に0.5往復だけ（運動公園行きのみ）の路線であるが、運動公園でプロ野球などのイベントが行われる際には多数増便される。尾道工業団地線（びんご運動公園北門行き）が開設されたためびんご運動公園へはそちらが便利となる。

市民病院線
新高山地区に作られた尾道市民病院への大切な足となる路線。基本は尾道駅と市民病院への往復運転であるが、近隣のふくしむらへの循環運転や後述の尾道工業団地線・駅前向東線・尾道学園線と瀬戸田線も乗り入れる。
- 1/10 尾道駅-長江口-浄土寺下-新高山-市民病院-ふくしむら（循環）-市民病院

尾道市立大学線
久山田地区にある尾道市立大学へ向かう路線。尾道バイパス-平原台-JA尾道総合病院を経由する便もあるが数は少ない。
急行便の設定があるが、各停の平原台を経由しない門田トンネル便のことを指すもので、元々は本数も利用も少なかったが、2010年春の改正時に雨天通学時に運行する臨時便に代わって学休便として増便され、学生から通学便として広く認知されるようになった。更に2011年春の改正時に尾道駅からの直通便も設定された、同線で初となる桜土手経由であるが途中バス停には停車しない、因島線・市内本線用の大型車で運用されることが多い。
- 3/31 尾道駅-栗原本通り-新尾道駅-（川上／門田トンネル／門田トンネル・JA尾道総合病院）-尾道市立大学前-陽光台
- 3/32 尾道駅-（直通便　桜土手-門田トンネル）-尾道市立大学前
- 3/30 新尾道駅-亀川-栗原小学校北-川上-尾道市立大学前（休日運休）

尾道学園線
2013年4月1日に開設、東尾道駅と向島にある尾道学園を市民病院経由で結ぶ。在来国道2号線経由のため東尾道駅-市民病院間の経路は尾道工業団地線と大きく異なる。その後、東尾道駅-市民病院間は廃止された。
- 01/0 市民病院-尾道大橋-二番潟-尾道学園・向島支所（休日運休）

向島島内各線
「兼吉」（「尾道渡船」向島側乗船場）より、島内各所および対岸の岩子島を結ぶ。しかし平日には二十数本、土曜は数本まで減便、日・祝日は運休するので利用には注意が必要である。兼吉バス停では、大林宣彦監督の映画「あした」で使用されたオープンセットが移築され待合所として使用されている。
- 向東線
  - 0/02 向島支所-駅前渡船-（兼吉）-二文堂-歌桟橋-古江浜-潮見が浜
    - 月曜から金曜のみ朝夕に3往復、1/11 尾道駅前-尾道大橋-二文堂-歌桟橋-古江浜-潮見が浜便が運行されている、市民病院経由便も設定される。
- 江の浦線
  - 0/03 向島支所-駅前渡船-（兼吉）-高見小学校前-江の浦（2013年ごろに洋らんセンター経由は廃止）
    - 旧市営バス吉和車庫時代には、尾商-尾道駅前-尾道大橋-二番潟-東西橋-江の浦といった入出庫系統が存在した事があった。吉和車庫時代は回送に公営渡船（現在の尾道渡船）を利用していた時期もある。
- 向島西循環線
  - 04 向島支所-駅前渡船-道越-（岩子島）-向島農協前-向島支所（左回りのみ運転）
- 尾道学園線
  - 0/01 向島支所-尾道学園-二番潟-尾道大橋-市民病院

2013年4月1日時刻改正により、島内ターミナルが「兼吉」から「向島支所・駅前渡船（向島側乗船場）」に変更となり、併せて向東線（潮見が浜線）立花線（江の浦線）岩子島線（向島循環線）へと名称変更された。岩子島線は循環線を維持するものの、道越を先回りする終日片方向運転となる。兼吉には向東線と立花線の一部の便が経由するのみとなり、それも平日に限られる。さらに市民病院・兼吉線も尾道学園線に改組され兼吉には立ち寄らなくなった。
尾道工業団地線
2009年4月1日に開設された新規路線。元々は2007年2月に東神観光バス尾道営業所が日東電工尾道事業所の従業員送迎用貸切バスを受諾したのが始まり。その後おのみちバス、鞆鉄道、中国バスが参入し、一般路線化したものである。なお一般路線化を前提に日東電工が工業団地内にバスロータリーを造り尾道市に寄贈している。なお路線は元々送迎バスの性格を持っているため、上り下りの便で運行間隔に偏りがあったり、日東電工の社員寮が沿線にある地域を主に開設されている。
- 41・40/4 びんご運動公園北門-尾道工業団地-木梨口-三成-松岡団地口-竹屋口-（新尾道駅）-福祉センター前-尾道駅（2020年3月28日まで中国バスとの共同運行だった）
  - びんご運動公園北門発着便のみ新尾道駅を経由する。
- 40/15 尾道工業団地-木梨口-三成-松岡団地口-竹屋口-福祉センター前-尾道駅-山波-JA産直前-高須車庫
- 40/15 尾道工業団地-木梨口-三成-松岡団地口-竹屋口-福祉センター前-尾道駅-山波-大田橋-高須車庫
- 80/8 尾道工業団地-木梨口-三成-三美園-市民病院-東尾道駅-バイパス東口
- 尾道工業団地-木梨口-三成-三美園-市民病院-向東農協前（2010年3月末日をもって運行廃止）
- 90/9 尾道工業団地-木梨口-三成-西藤口-松永駅南口-松永（鞆鉄道との共同運行）

因島線
因島大橋開通後の因島への足で、本四バス開発と因の島運輸との共同運行である。因島市は尾道市に合併されたが、回数券や乗降バス停の取り扱い等は従前と同じく他路線と一部異なる。また、しまなみライナー （尾道 - 今治線）の廃止に伴い、しまなみライナー（福山・広島 - 今治線）の今治方面と尾道方面を因島大橋で乗り継ぐ際には割引運賃が適用される。2008年6月1日の道路交通法改正以降、シートベルトが設置されていないバスは緩和措置の適用を受け、しまなみ海道を60km/h以下で走行している。車内には60km/h以上で走行すると点灯する警告灯（黄色）が運転席後部の、旅客から見える部分に設置されている。おのみちバス担当便は固定であるが、因島側の本四バス開発と因の島運輸は毎年担当便を入れ替え、売上等に偏重の出ないようにしている。新尾道駅発着便および駅前渡船経由・安郷発着便は2014年9月1日ダイヤ改正で廃止されている。
- 7/70 尾道駅-尾道大橋-二番潟-尾道学園前-因島大橋（大浜PA）-鬼岩-（因島）土生港前

瀬戸田線
2010年4月1日運行開始。広島県立瀬戸田病院の尾道市への移管（尾道市立市民病院付属瀬戸田診療所）にともない、平日の一部の便は尾道市民病院を経由するように設定された。また瀬戸田地区への観光への便として往復割引も設定されている。生口島内は尾道発降車、尾道行乗車のみで、島内相互の利用はできない。2011年5月6日より平原台のJA尾道総合病院を発着する便も平日の一部のみ作られ、尾道市民病院は休日も経由するようになった。また瀬戸田側の停留所も生口橋入口、高校前（広島県立瀬戸田高等学校）、林公民館が追加された。
- 20・1/12 JA尾道総合病院-尾商入口-尾道国際ホテル前-尾道駅-市民病院-（尾道大橋）-二番潟-尾道学園前-向島BS-因島重井バスストップ-生口橋入口-高校前-林公民館-瀬戸田診療所-サンプラザ前-耕三寺-瀬戸田港
  - 生口島内のバス停は本四バス開発の島内路線のものを利用するが、かつて同線を運行した本四バス開発は参入しない、単独運行のため尾道駅-向島BS間全てのバス停に停車する。
  - 運行開始当初は平日7便（内6往復が市民病院経由、JA尾道総合病院発が4便、着が3便）、土休日4便（内3往復が市民病院経由、JA尾道総合病院発着は無し）であったがその後全便市民病院経由になり平日5往復（うち2往復がJA尾道総合病院発着）、土休日3往復（JA尾道総合病院発着無し）まで減便されている。
  - 尾道駅 - 耕三寺間に往復割引券（1,700円）が設定される、通常片道運賃は980円（瀬戸田港までは1,000円）。

### 高速バス
現在は運行していない。

#### かつて運行していた高速バス

##### クロスウェイエクスプレス（尾道-松江線）
- 中国バス・一畑バスと共同運行

- 2013年9月1日運行開始、1日3往復（各社1往復）であったが2015年9月30日をもってフライングフィッシュ号と統合の上、中国バス単独運行（福山・尾道-松江・米子線）になる。その後、2016年11月13日をもって運行終了。
- 福山駅（中国バス運行便のみ）-尾道駅-新尾道駅-三成-甲山営業所-三次東（上四十貫）-たたらば壱番地-木次高速-松江駅-松江しんじ湖温泉
- 甲山営業所のみ両方向乗降可、福山-三成、三次東-松江の両区間はクローズドドア方式

#### しまなみサイクルエクスプレス（尾道-今治線）
- 尾道駅-新尾道駅-栗原小学校北-向東BS-向島BS-因島大橋（大浜PA）-因島重井BS-瀬戸田BS-瀬戸田PA-大三島BS-上浦BS-伯方島BS-大島BS-来島海峡BS-今治駅-今治桟橋（瀬戸田BSと瀬戸田PAを除き県内クローズドドア扱い）
- 自転車を550円で車内に持ち込める。自転車はシートに固定し6列(6台)まで積載可能で、前日までに予約する。
  - 当初は無料であったが、2019年1月7日から550円が必要になった。
- 輪行袋に入れる、もしくは前輪を外すことが条件とされており、シティサイクル（いわゆるママチャリ）は搭載不可である。
- 2014年4月26日運行開始、1日3往復、旅客のみなら予約不要（先着順座席定員制）。2019年1月7日から土・日・祝日・年末年始・お盆のみの運行となったが2020年6月28日をもって運行終了。
- 自転車の車内移動を円滑にするため補助席は装備されず、12席分は自転車用に確保するため29座席と案内されている。
- 今治までの運賃は2,250円、因島線及びしまなみライナーの乗り継ぎ割引運賃と同一である。
- 専用車両を2台5,000万円で導入、尾道市がその内2,000万円を補助する。

##### エアポートバス（尾道-広島空港線）
- 高須車庫-東尾道駅-長江口-尾道駅-新尾道駅-（山陽自動車道）-広島空港
- 2016年4月1日運行開始。毎日2往復（土日祝日などは3往復）であったが2019年1月6日をもって運行終了。
- 全席自由席、予約不可
- 高須車庫ではパークアンドライド可能（事前予約必要）
- 輪行バッグに入れた状態であれば自転車を車内に持ち込み可能

### 定期観光など
- 好きっぷライン（2017年7月30日をもって運行終了[16]）

尾道駅→長江口→浄土寺下→市役所前→うず潮公園→尾道駅の循環線。一時期、尾道駅西方へ路線延長もされたことがあるが廃止されている。
路面電車風の車両で土・日・祝日のみ運行。放送による観光案内も行われている。
- 好きっぷツアー

おもに中国地方・関西地方へのバスツアー。安価な日帰りツアーやなんばグランド花月や宝塚観劇ツアーが多い。
ツアーに参加すると料金に応じたポイントが貰え、10ポイント貯まるとツアー料金が1000円引きとなる特典がある。
- 2008年度の土・日曜日に福岡・関西・広島方面にいわゆるツアーバスを運行したこともあるが催行日の1週間前に募集を締め切っていたため使い勝手は悪かった。

### スクールバス
- 尾道市立御調中央小学校

旧上川辺小学校エリアからの輸送を担当。
旧（菅野・綾目・大和）3小学校の学区は、中国バス系の中国交通が担当している。
- 広島県立沼隈特別支援学校

西コース　真川橋-稲荷神社前-ニチエー前-藤江郵便局前-唐樋-灘-広銀前（元役場東）-病院前-新川-学校
北コース　高諸神社-松永駅前-神村町1区-児童相談所前-試験場前-佐波橋-明王台中-半坂-学校
東コース（鞆港-田尻資料館-城陽団地前-学校）は、鞆鉄道の担当。
- 広島県立尾道特別支援学校

向島コース
尾道コースは、中国バスの担当。
- 広島県立尾道特別支援学校しまなみ分校

瀬戸田港-耕三寺-赤崎-（生口橋）-小田の浦-要橋-宇和部-大山神社前-慶応橋-入川橋-因島北IC入口-分校

## 他社との関係
古くは尾道 - 三原間の営業をめぐり三原市と競合。三原市交通局誕生の引き金となる。バス黄金期には共同で福山 - 尾道 - 三原間の路線を運行するなどをした一方、新道（国道184号、尾道バイパスなど）の完成による新規路線の開設、合併による路線の延長などをめぐり、中国バス、鞆鉄道等、他事業者との競合・競争が繰り返されてきた。中国バスのエリアである北部地域にも一時乗り入れを行ったが、三原市との競合（当時）であった中野方面を除き撤退。その後、如水館高校開校に伴い中国バスと共に通学路線を運行している。現在では共通回数券制度、停留所の統一、他社エリアへの進出（松永等）などが行われるようになった。

## 乗車方法
現金及びICOCAとその相互利用可能な交通系ICカードが利用できる。後部ドアから乗車し整理券をとるかICOCAを読み取り機にタッチし、前部ドアから下車時に現金もしくはICOCAを読み取り機にタッチし精算する。ICOCAならびに相互利用可能な交通系ICカードへのチャージにはバス車内では対応していないので注意が必要である。チャージ可能なおのみちバス関連施設は本社および尾道駅と新尾道駅のバスセンターの3か所である。またICOCA定期券は券面に印字されないため、別紙で「ICOCA定期券内容控」が交付される。

### 割引制度
- 「おのみちフリーパス」 - 対象路線は、尾道国際ホテル前 - 尾道駅前 - 山波、並びに尾道駅前 - 新尾道駅（長江・栗原・桜土手各経由）。発売額は大人1000円・小人500円であり乗車当日のみの発売。千光寺山ロープウェイの乗車券とのセットで一部観光施設での割引も受けられる。
- 「ワンコインバス」 - 尾道市立大学生は土・日・祝日と8月13日-16日、12月29日-1月4日の期間は一乗車につきにつきワンコイン(100円)で乗車ができる。ただし因島線(向島BS - 土生港前)及び瀬戸田線(向島BS - 瀬戸田港)は対象外。過去には小中学生向けにも同様の割引制度があったが、ホームページ上での記載がないため実施されているかは不明である(2022年6月現在)。
- 「さくら定期」 - 65歳以上が対象で（1か月：5,000円・3か月：13,500円）を購入するとおのみちバス全線が乗り放題になる。ただし因島線(向島BS - 土生港前)、瀬戸田線(向島BS - 瀬戸田港)及び尾道工業団地線(下西消防屯所前 - 松永)は対象外。
- 「のれバスて～き（環境定期券制度）」 - 通勤定期券を持っている人が家族と一緒に指定日（土・日・祝日及び8月13日 - 16日と12月29日 - 1月4日）に乗車した場合大人100円、小児50円で乗車できる制度。ただし因島線での適用は因島線定期利用者に限り、因島線定期では因島線以外での適用はできない。
- 「回数乗車券」 - 紙式の物が販売されている。プレミア額は発売額の1割であるが市内線用が発売額1500円・2000円・3000円で8種類、因島線専用が4種類と多種に渡っている。これは紙片を区間料金単位でまとめ、利用者がよく使う区間ものを購入すれば一度に使う枚数が減らせるようにしているためである[17]。ただし30円券及び因島線専用券以外は在庫限りで販売終了。
- 「敬老優待乗車証」 - 尾道市が当該年度に満75歳以上で希望する人に6月1日から1年間有効のおのみちバス敬老優待乗車証を交付している。ただし1乗車に付き30円が必要である。因島線(向島BS - 土生港前)、瀬戸田線(向島BS - 瀬戸田港)及び尾道工業団地線(下西消防屯所前 - 松永)では利用できない。
- 「一日乗車券」 - 対象路線は好きっぷライン区間（一般路線バスでも可）、発売額は大人500円・小人250円であり乗車当日のみの発売。尾道市内の10の施設の割引が受けられる。2021年9月30日をもって発売終了。

## マスコットキャラクターなど

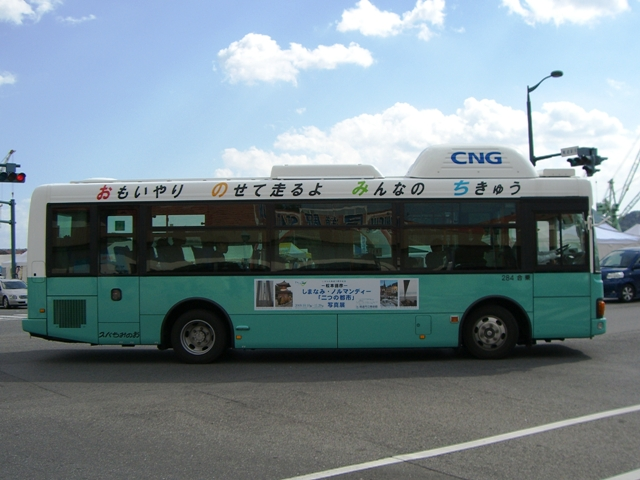
環境ロゴを表示したCNGノンステップバス

一般公募で社章、ロゴマーク、マスコットキャラクターが決定された。
ロゴマークは「Onomichi Bus」から「OB」と表記し、さらにBをハートマークを横倒しにしたデザインとし、「人に優しいバス」を表現している。また「∞（無限大）」に見えることから「未来に向って限りなく飛躍発展する」ことを表現している。
マスコットキャラクターはネコとバスを合わせたキャラクターで、名前も公募の上2008年9月21日に行われたバスまつりにて「はっぴい」と命名された。またあわせてCNGノンステップ環境ロゴが「おもいやり　のせて走るよ　みんなの　ちきゅう（頭文字が「おのみち」となる）」と発表された。